# Contea autonoma Yi, Hui e Miao di Weining
La contea autonoma Yi, Hui e Miao di Weining (威宁彝族回族苗族自治县S, Wēiníng Yízú Huízú Miáozú ZìzhìxiànP) è una contea della Cina, situata nella provincia del Guizhou e amministrata dalla prefettura di Bijie.